# Maximilian Scheidt

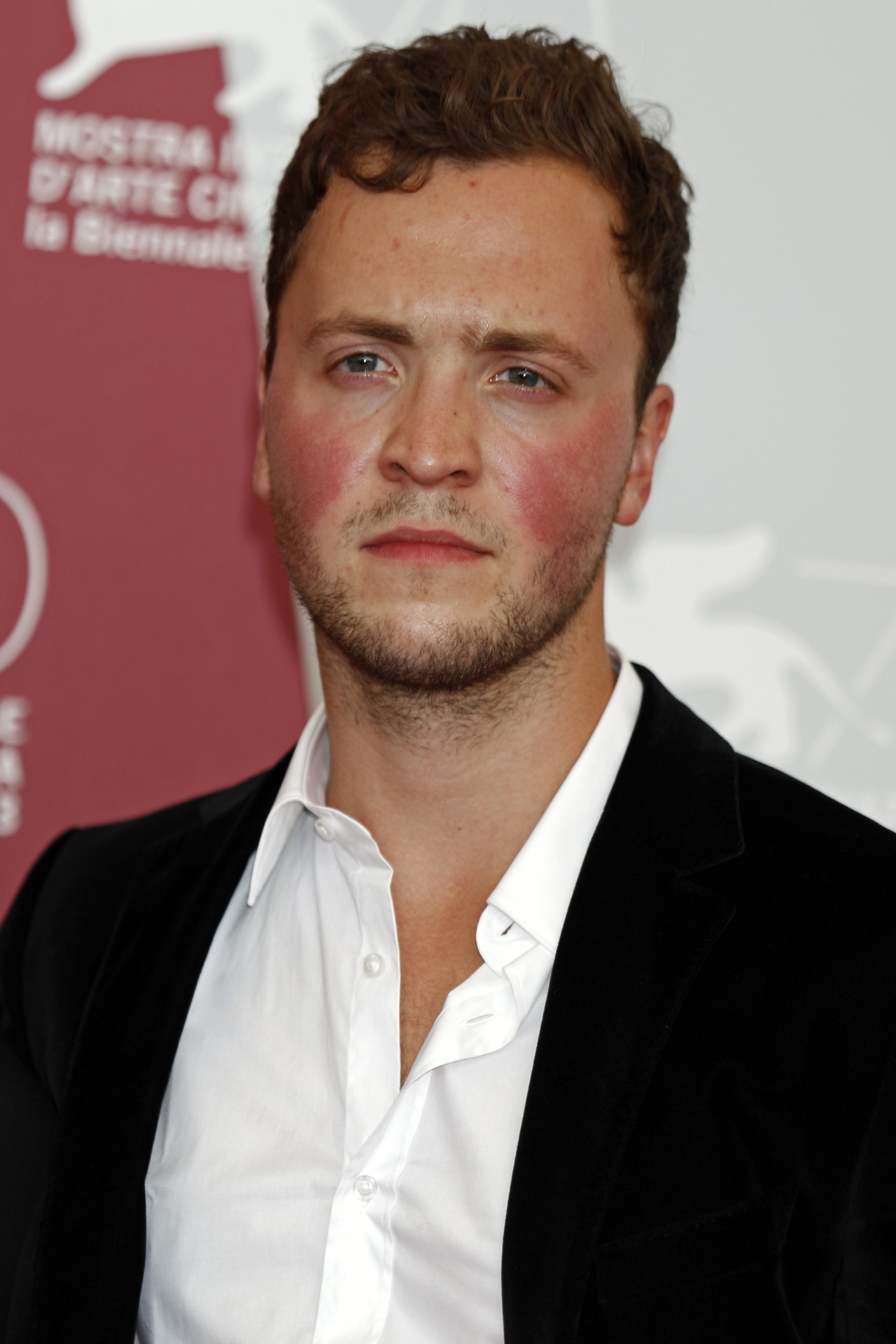
Maximilian Scheidt, 2013

Maximilian David Scheidt (* 1988 in Aachen) ist ein deutscher Schauspieler.

## Leben
Maximilian David Scheidt ist Sohn des Künstlers Karl von Monschau und der Aachener Politikerin Hilde Scheidt. Er war schon früh Mitglied des Jugendclubs am Theater Aachen und stand 2005 bereits als 17-Jähriger mit Rollen in Endstation Sehnsucht und zwei Jahre später in Tintenherz auf der Bühne. Nach dem Abitur studierte er von 2008 bis 2012 Schauspiel an der Hochschule für Musik, Theater und Medien Hannover. Während seines Studiums trat Scheidt in mehreren Produktionen am Schauspiel Hannover und am Studiotheater Hannover auf. Ein Gast-Engagement führte ihn 2011 an das Theater Bremen, wo er in Herbert Fritschs Nibelungen mitspielte. Im gleichen Jahr wurde er beim Schauspielschultreffen mit dem Duo-Preis ausgezeichnet.
2012 erhielt Scheidt am Theater Münster sein erstes festes Engagement und widmete sich darüber hinaus verstärkt dem Film. Als Filmschauspieler übernahm er eine Hauptrolle in Edgar Reitz’ preisgekröntem Kinofilm Die andere Heimat – Chronik einer Sehnsucht, der 2013 bei den internationalen Filmfestspielen in Venedig Premiere feierte und beim Deutschen Filmpreis 2014 die Goldene Lola als Bester Film gewann. Im Fernsehen war Scheidt im April 2015 mit einer Hauptrolle in dem Film Aus der Kurve zu sehen.
Im Herbst 2014 nahm er an den Dreharbeiten der Romanverfilmung von Peter Stamms Agnes unter Regie von Johannes Schmid teil, bei der er die Rolle des Niklas spielt. Der Film kam am 2. Juni 2016 in die Kinos.
Seit der Spielzeit 2017/2018 ist er festes Ensemblemitglied am Schauspielhaus Hamburg. 2021 war er mit dem Stück Reich des Todes von Rainald Goetz in der Inszenierung von Karin Beier zum Berliner Theatertreffen eingeladen. Drei Jahre später übernahm er mehrere Rollen in der Anthropolis Reihe, die Inszenierung des Jahres und mit dem Nestroy-Preis ausgezeichnet wurde, sowie einen entscheidenden Beitrag dazu leistete, dass das Schauspielhaus Hamburg 2024 in der Kritikerumfrage Theater heute zum Theater des Jahres gewählt wurde.

## Filmographie
- 2008: Zapping (Kurzfilm)
- 2012: Die andere Heimat, Regie: Edgar Reitz
- 2013: Santini’s Netzwerk, Regie: Georg Brintrup
- 2014: Aus der Kurve, Regie: Stanisław Mucha
- 2016: Agnes, Regie: Johannes Schmid
- 2016: Zu nah, Regie: Petra K. Wagner
- 2017: Viel zu nah
- 2017: Mackie Messer – Brechts Dreigroschenfilm, Regie: Joachim A. Lang
- 2017: Der Staatsanwalt
- 2017: Frankfurt, Dezember 17, Regie: Petra K. Wagner
- 2021: Notruf Hafenkante (Fernsehserie, Folge Das Tor zur Welt)
- 2022: Die Kanzlei (Fernsehserie, Folge Wechselspiel)
- 2023: Polizeiruf 110: Nur Gespenster
- 2023, 2024: SOKO Köln (Fernsehserie, Folgen Make Dünnwald Great Again, Der Sturm op et Rodhuus, Ein Scheich für Dünnwald)
- 2023: Stralsund: Tote Träume
- 2024: Polizeiruf 110: Diebe, Regie: Andreas Herzog

## Theater (Auswahl)
- 2015: Othello, Rolle: Jago
- 2015: Floh im Ohr, Rolle: Camille Chandebise
- 2015: Die Verschwörung des Fiesco zu Genua, Rolle: Bourgognino
- 2017: Der Kaufmann von Venedig, Regie: Karin Beier
- 2018: König Lear, Regie: Karin Beier
- 2019: Die Stadt der Blinden, Regie: Kay Voges
- 2020: Reich des Todes, Regie: Karin Beier
- 2020: Geschichten aus dem Wiener Wald, Regie: Heike M. Goetze
- 2021: Lärm, Regie: Karin Beier
- 2021: Was Nina wusste, Regie: Dušan David Parízek
- 2021: Aus dem Leben, Regie: Karin Beier
- 2022: Die Jagdgesellschaft, Regie: Herbert Fritsch
- 2023: The Mushroom Queen, Regie: Marie Schleef
- 2023: Prolog/Dionysos, Regie: Karin Beier